# 아프리카 지역 그룹
아프리카 지역 그룹은 5개의 유엔 지역 그룹 중 하나이며 아프리카 대륙의 54개 회원국으로 구성된다. 아프리카 그룹은 가장 큰 지역 그룹이며 전체 유엔 회원국의 28%를 구성한다.

## 회원국
- 가나
- 가봉
- 감비아
- 기니
- 기니비사우
- 나미비아
- 나이지리아
- 남수단
- 남아프리카 공화국
- 니제르
- 라이베리아
- 레소토
- 르완다
- 리비아
- 마다가스카르
- 말라위
- 말리
- 모로코
- 모리셔스
- 모리타니
- 모잠비크
- 베냉
- 보츠와나
- 부룬디
- 부르키나파소
- 상투메 프린시페
- 세네갈
- 세이셸
- 소말리아
- 수단
- 시에라리온
- 알제리
- 앙골라
- 에리트레아
- 에스와티니
- 에티오피아
- 우간다
- 이집트
- 잠비아
- 적도 기니
- 중앙아프리카 공화국
- 지부티
- 짐바브웨
- 차드
- 카메룬
- 카보베르데
- 케냐
- 코모로
- 코트디부아르
- 콩고 공화국
- 콩고 민주 공화국
- 탄자니아
- 토고
- 튀니지

## 배치

파란색으로 칠해진 나라가 아프리카 지역 그룹 회원국이다.

### 안전 보장 이사회
아프리카 지역 그룹은 현재 유엔 안전 보장 이사회에서 3석을 보유하고 있으며 모두 비상임이다.

### 경제 사회 이사회
아프리카 지역 그룹은 현재 유엔 경제 사회 이사회에서 14석을 보유하고 있다.

### 인권 이사회
아프리카 지역 그룹은 현재 유엔 인권 이사회에서 13석을 보유하고 있다.

### 유엔 총회 의장
4와 9로 끝나는 해의 5년마다 아프리카 지역 그룹은 유엔 총회 의장을 선출할 자격이 주어진다.